# لوتزا
لوتزا (به ایتالیایی: Lozza) یک کومونه در ایتالیا است که در استان وارزه واقع شده‌است.

## خصوصیات
لوتزا ۱٫۷ کیلومترمربع مساحت و ۱٬۱۱۲ نفر جمعیت دارد.